# Kázmér
A Kázmér férfinév  a lengyel eredetű Kazimír férfinév magyaros alakja.

## Rokon nevek
- Kazimír:[1] a név eredeti alakja, jelentése: alapít, hirdet + béke.[2]

## Gyakorisága
Az 1990-es években a Kázmér és a Kazimír szórványos név volt, a 2000-es években nem szerepelnek a 100 leggyakoribb férfinév között.

## Névnapok
Kázmér, Kazimír:
- március 4.[2]

## Idegen nyelvi változatai
- Kazimierz (lengyel)
- Casimiro (olasz)

## Híres Kázmérok, Kazimírok
„Kázmér” utónevű személyek szócikkeinek listája a Wikidata alapján